# Faktus
Faktus je webový portál a projekt organizace Člověk v tísni, který se zaměřuje na zavádějící a nepravdivé výroky politiků na téma menšin a lidských práv. Cílem projektu je tyto výroky ověřovat a následně politikům poskytnout zpětnou vazbu formou dopisu nebo diskuze na sociálních sítích a podpořit tak používání relevantních, důvěryhodných zdrojů v politické komunikaci. Faktus spolupracuje i s řadou českých periodik a zpravodajských webů, jako je např. Aktuálně.cz, ROMEA, E15.
Projekt svoji činnost zahájil v průběhu října 2015 a řadí se k dalším tuzemským projektům, které se zabývají ověřováním faktů (fact checking) - například Demagog.cz, Manipulatori.cz.

## Kritika
Faktus byl při zahájení činnosti kritizován ze strany senátora Jozefa Regece, který zveřejnil dopis, jež politiky informoval o zahájení činnosti projektu. Politik by se podle něj měl zodpovídat pouze svým voličům a nechápe, proč by měla nezisková organizace Člověk v tísni ověřovat jeho výroky.